# Église Saint-Laon de Thouars
L'église Saint-Laon est une église catholique située à Thouars, dans le département des Deux-Sèvres. Le bâtiment, en tant qu'église abbatiale, fait partie de l'ancienne abbaye Saint-Laon, fondée au début du XIe siècle. L'église est classée au titre des monuments historiques depuis 1988.

## Localisation
L'église est située dans le quart nord-est du département des Deux-Sèvres, dans le centre-ville de Thouars, sa partie nord-est étant accolée aux bâtiments de la mairie.

## Historique
L'abbaye Saint-Laon est fondée au XIe siècle, en 1021,, par Achard, seigneur de Saint-Laon-sur-Dive, dans la Vienne. Elle est de petite taille, ne comptant que 4 chanoines. Dans son église abbatiale, l'église Saint-Laon, est déposée une relique, le bras momifié de saint Laon (Laud de Coutances). L'église porte à l'origine le double vocable de Notre-Dame et Saint-Laon. Elle est d'abord rattachée à l'évêché de Poitiers, d'abord sous Isembert Ier puis Isembert II et enfin Pierre II jusqu'en 1096.  
Un acte datant du 7 mars 1096 fait état de la donation de l'abbaye Saint-Laon à une abbaye bénédictine saumuroise. Cela provoque un conflit avec les chanoines, qui choisissent de devenir autonomes en 1107 et adoptent la règle augustinienne,. Rapidement, l'abbaye prospère, notamment grâce aux dons des vicomtes de Thouars, et le nombre de chanoines augmente pour atteindre 12. 
Peu avant son décès en 1445, Marguerite d'Écosse fait commencer la construction de la chapelle du Saint-Sépulcre, accolée au chœur de l'église pour y être inhumée ; elle y repose finalement à partir de 1479, après avoir été inhumée une première fois à Châlons-en-Champagne. Au XVe siècle, après près de trois siècles sans travaux d'envergure, l'édifice est profondément remanié dans un but d'harmonisation, ne conservant que le clocher et le pignon sud d'origine. La charpente apparente est remplacée par des voûtes en pierre, des ouvertures supplémentaires sont percées et une flèche est installée. 
Cependant, le fonctionnement de l'abbaye se dégrade peu à peu. Les moines abandonnent la vie communautaire, s'installent dans des maisons individuelles et adoptent des mœurs « peu compatibles avec leur état ecclésiastique ». L'abbaye est même pillée en 1569 par des protestants. Les chanoines de la Congrégation de France (Génovéfains) reprennent donc l'abbaye à partir de 1667 et y rétablissent la discipline,, tout en réalisant des travaux intérieurs et en changeant le mobilier. 
Le 10 décembre 1711, un violent ouragan dont les effets se font ressentir jusqu'à Paris et Reims fait de gros dégâts à l'église dont la flèche du clocher s'abat, faisant un mort. Deux autres tempêtes en 1817 et 1847 dégradent un peu plus l'édifice.
À la Révolution française, l'abbaye Saint-Laon disparaît et l'église devient paroissiale, le reste des bâtiments conventuels étant détruit ou affecté à un collège, puis à l'hôtel de ville. 
En 1840, le clocher devient monument historique, avant d'être rénové dans les années 1860. Les restaurations effectuées sans autorisation entre 1863 et 1877 font perdre son classement à l'église en 1879 ; seul le clocher conserve ce statut. L'édifice est inscrit à l'Inventaire supplémentaire des monuments historiques le 22 octobre 1926 puis classé le 3 février 1988, l'arrêté de classement abrogeant l'inscription précédente,. De nouveaux travaux ont lieu au milieu des années 1990. 

## Architecture
L'église actuelle compte trois travées voûtées, une quatrième ouvrant sur les trois travées du chœur.
Le style architectural de l'édifice est un mélange de plusieurs époques de construction, s'échelonnant entre le XIe siècle et le XVe siècle. L'édifice est réalisé en utilisant divers matériaux, tels que le tuffeau, le grison, la pierre marbrière, etc. qui permettent de dater les différentes parties du bâtiment. 
Le clocher, datant du XIIe siècle, est un exemple d'art roman en Poitou. À sa construction, l'église ne comporte qu'une seule nef au chevet inconnu. Par la suite, l'ensemble est profondément remanié. Il ne reste à l'époque contemporaine que quelques vestiges de l'église d'origine, situés au niveau de la nef et de la façade ouest.  
La charpente est d'abord apparente, avant la construction de voûtes en berceaux renversés au-dessus de la nef, qui cèdent partiellement leur place à l'époque gothique à des croisées d'ogives et d'autres voûtes de style gothique dans certaines parties de l'église. 

## Galerie de photos

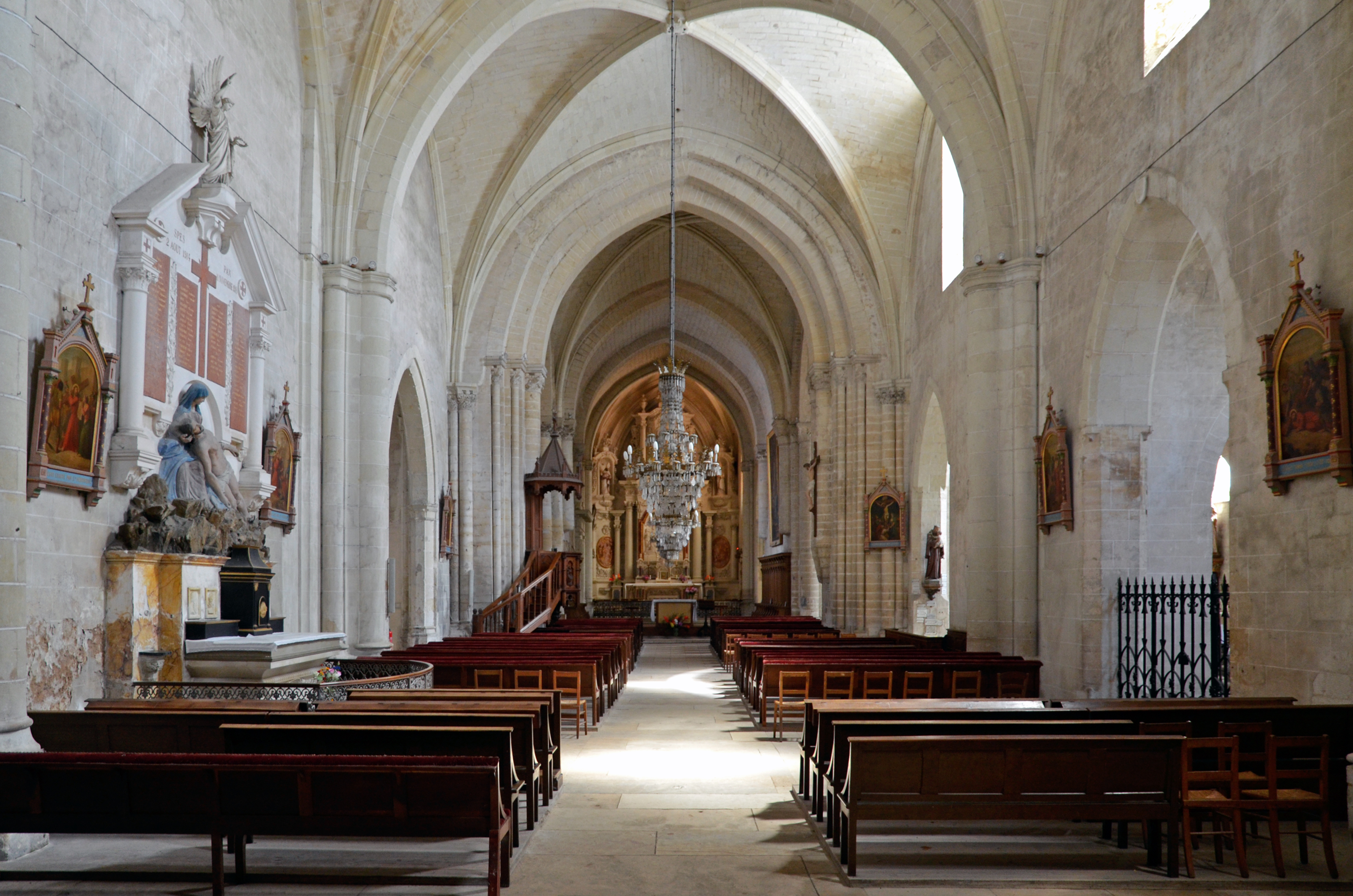
Nef.
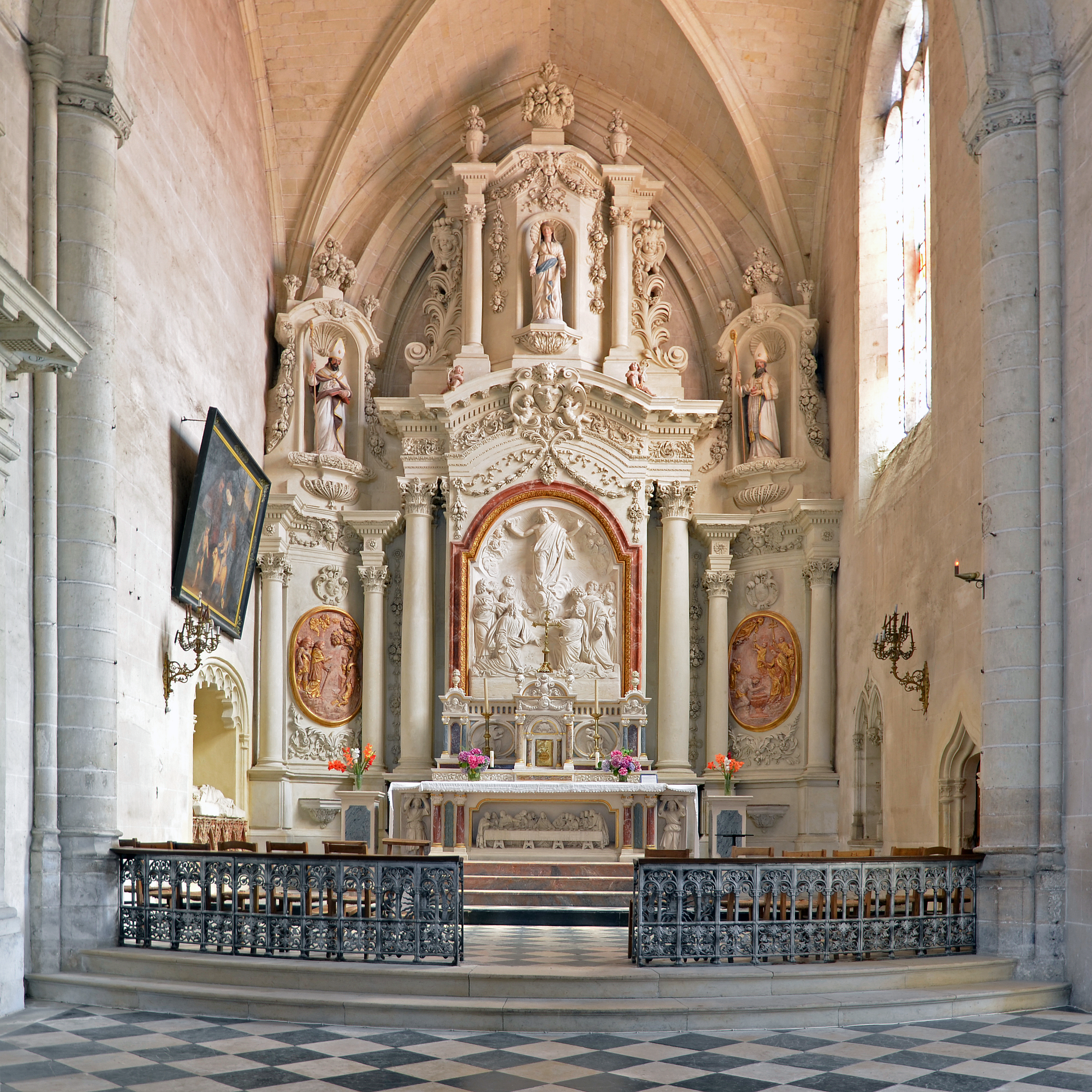
Retable baroque.
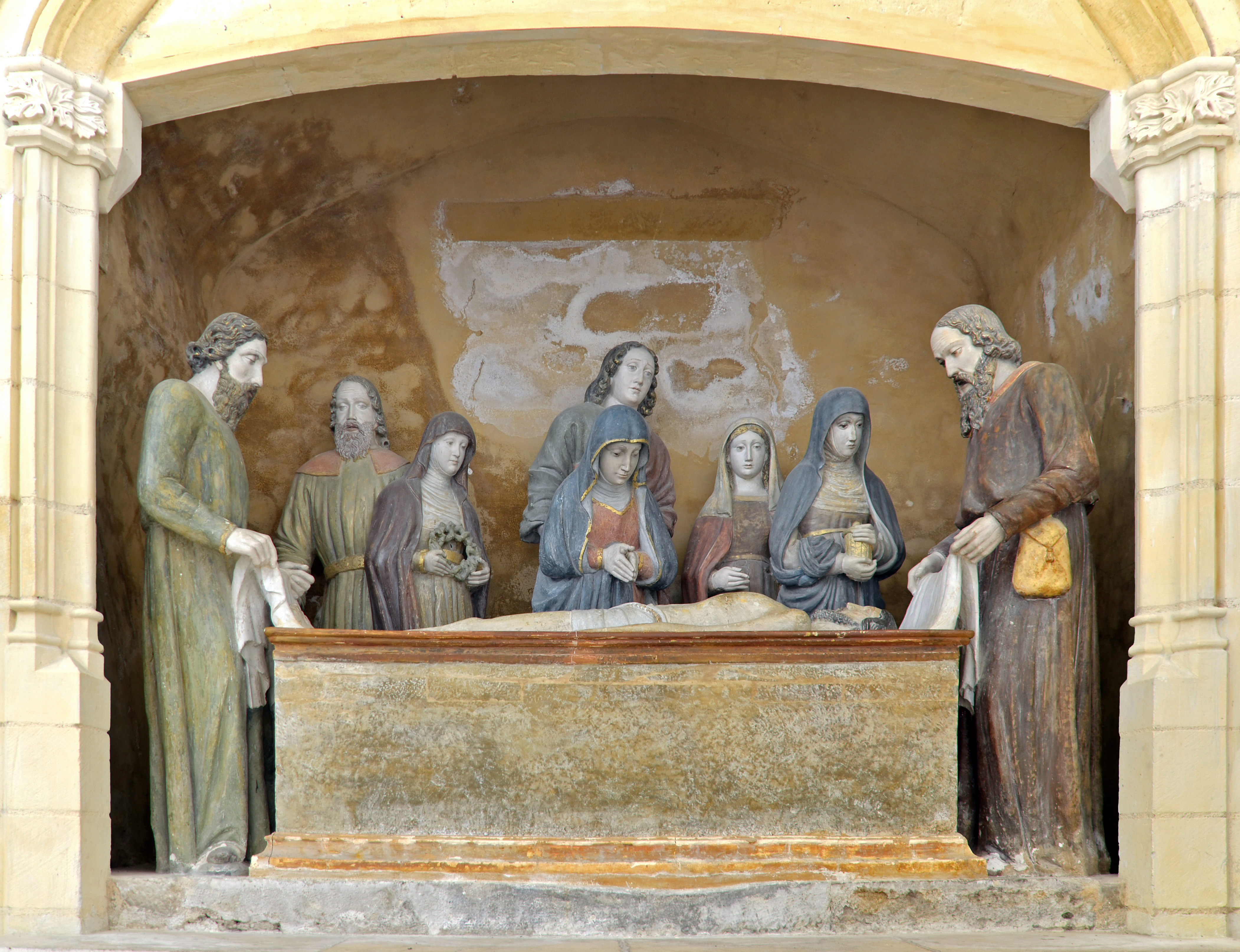
Mise au tombeau dans la chapelle de Marguerite d'Écosse.
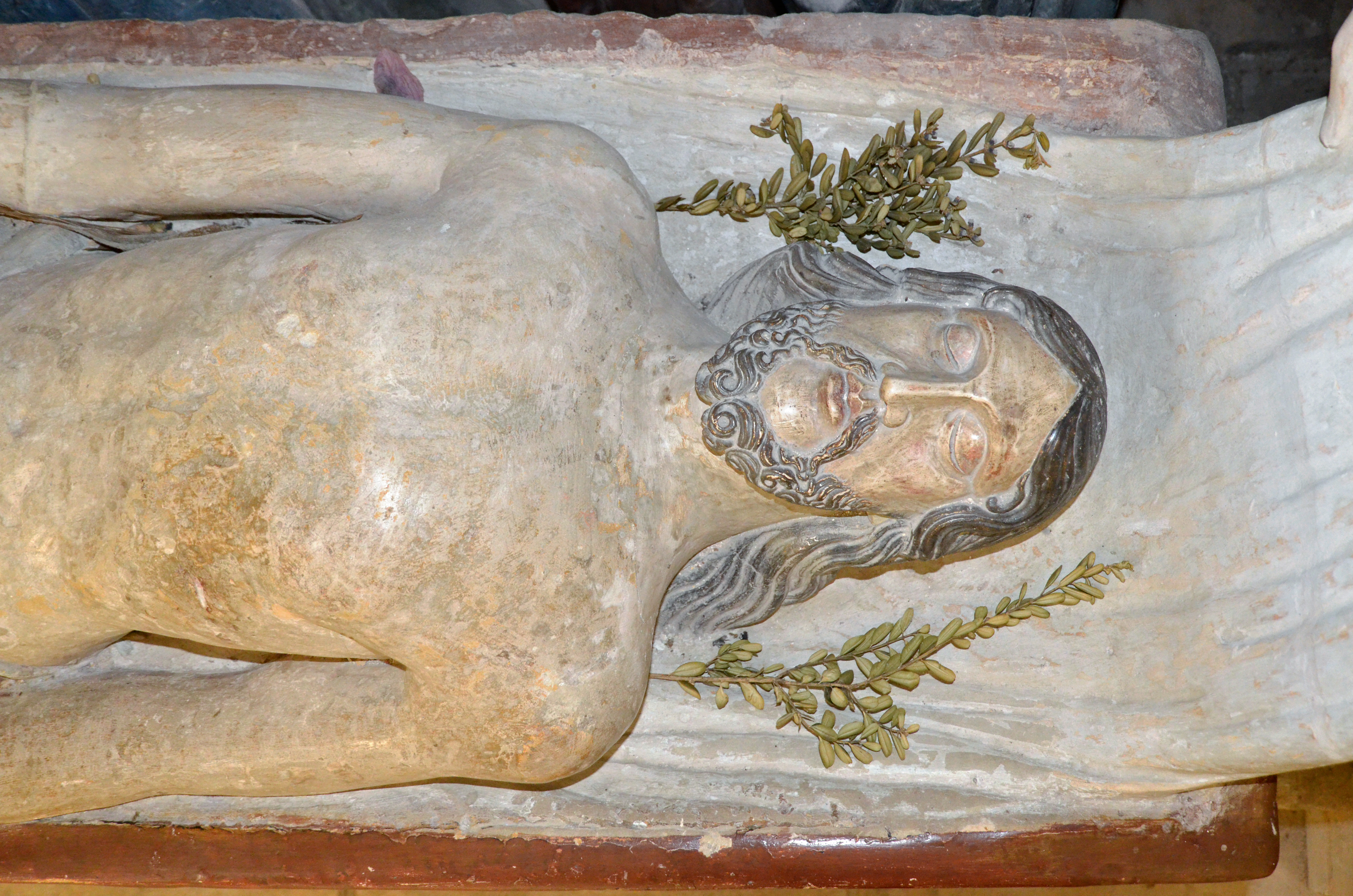
Détail de la Mise au tombeau.
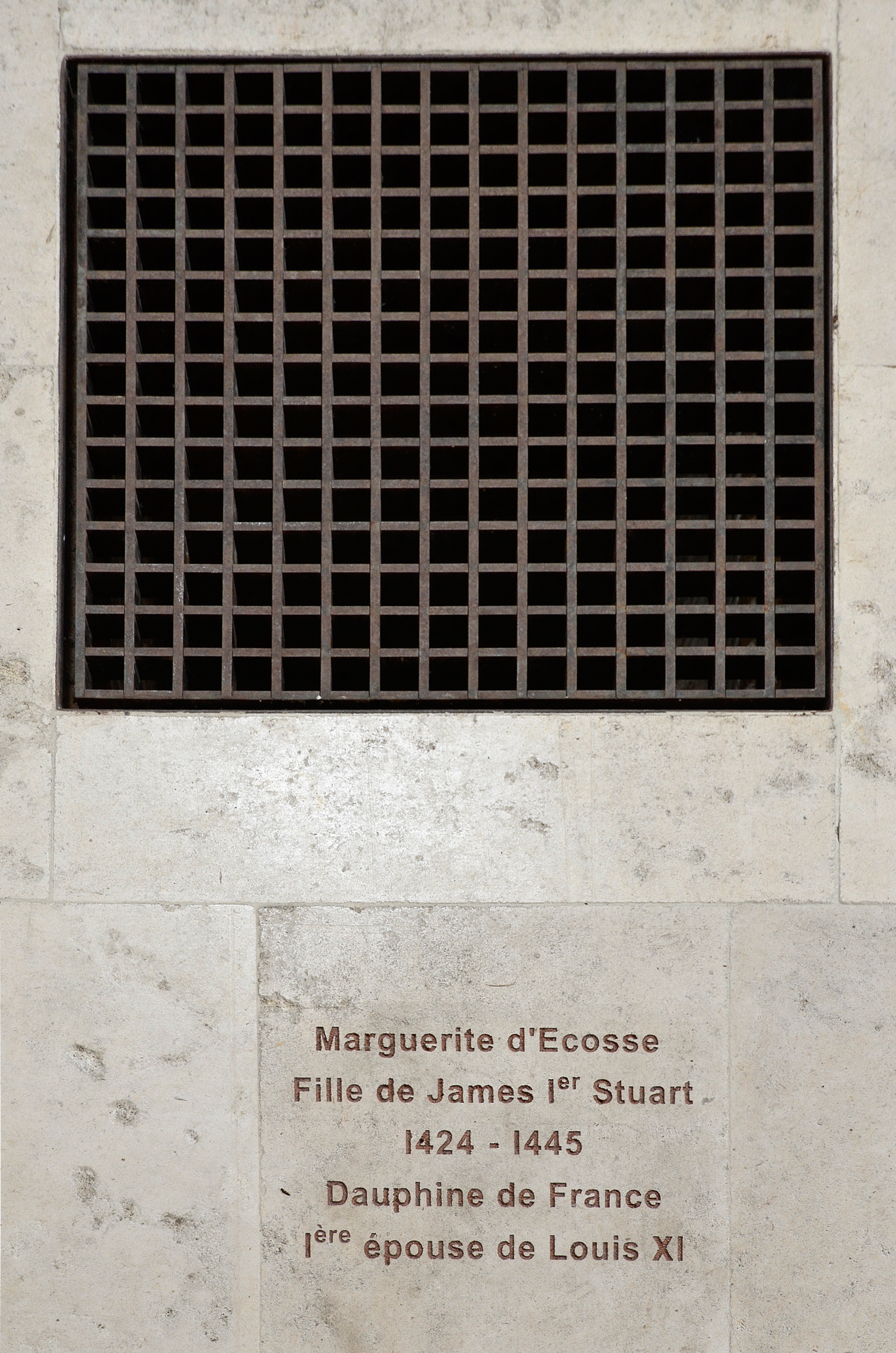
Caveau de Marguerite d'Écosse, dauphine de France.
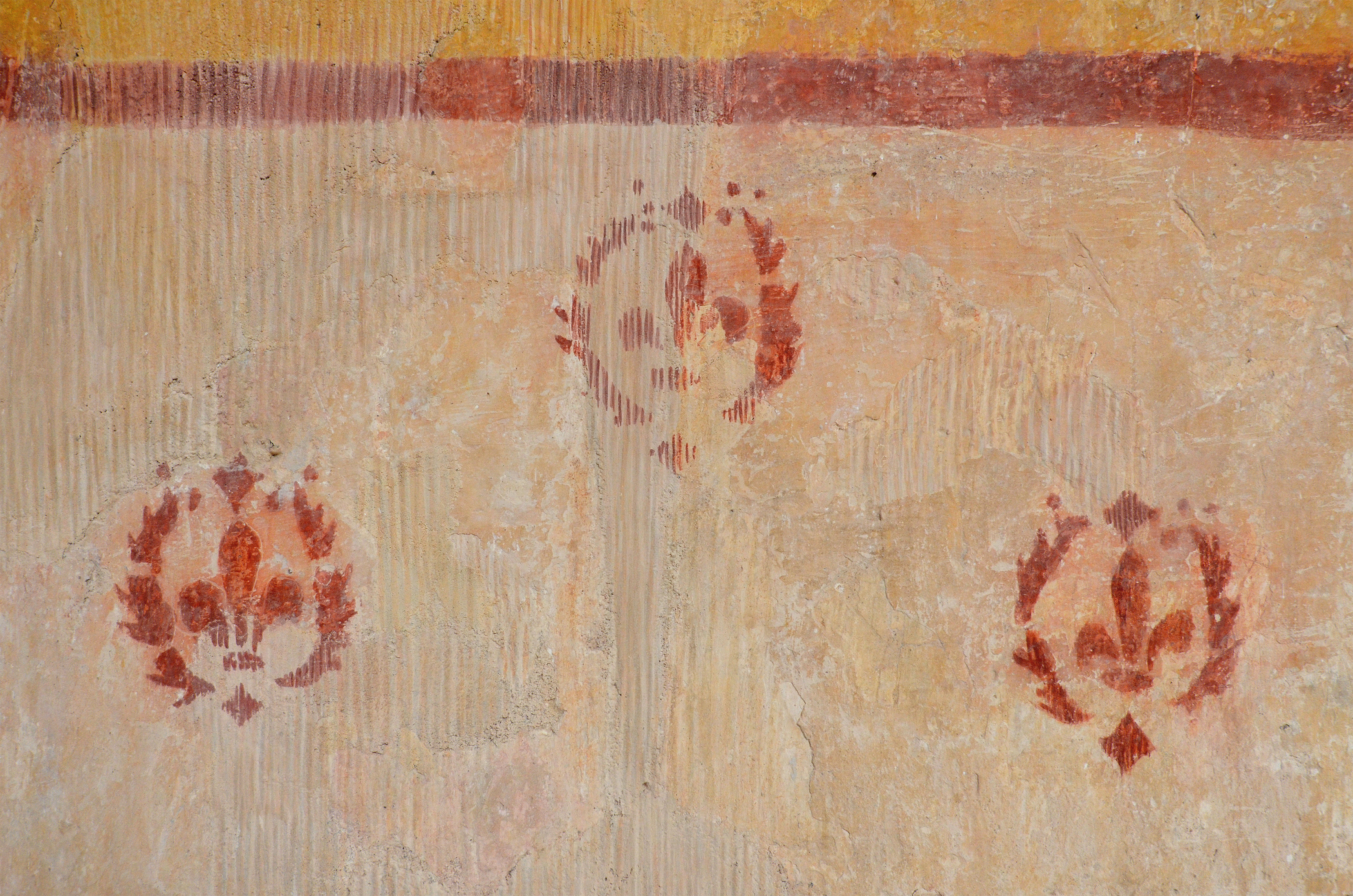
Fleurs de lys peintes sur un mur de la chapelle.